# Misato
Misato (三郷市 -shi) é uma cidade japonesa localizada na província de Saitama.
Em 2003 a cidade tinha uma população estimada em 129 716 habitantes e uma densidade populacional de 4 300,93 h/km². Tem uma área total de 30,16 km².
Recebeu o estatuto de cidade a 3 de Maio de 1972.